# 앙겔로스 하리스테아스
앙겔로스 하리스테아스(그리스어: Άγγελος Χαριστέας , 1980년 2월 9일, 그리스 세레스 현 스트리모니코 ~ )는 그리스의 전 축구 선수로, 포지션은 스트라이커, 윙어이다.
그리스의 아리스와 아티네코스를 거치면서 공격수로 꾸준히 성장하였고, 이를 바탕으로 그리스 축구 국가대표팀에도 소집되어 2001년 2월 대표팀 데뷔전을 치렀다. 2002년에는 분데스리가의 베르더 브레멘으로 이적했지만, 그의 이름이 널리 알려지게 된 건 2004년, 유로 2004에서의 뛰어난 활약으로 그리스 대표팀을 우승으로 이끈 뒤로, 이 대회 결승전에서 포르투갈을 상대로 헤딩골을 넣은 바 있다.
대회 종료 후에는 주목 받는 선수 중 하나가 되어 2004년 시즌 도중에 네덜란드 에레디비시의 명문 클럽인 아약스로 이적했지만 주전 자리를 차지하지 못해 페예노르트로 이적하였다. 2006-07 시즌에는 28경기에서 9골을 넣었고, 2007-08 시즌에는 뉘른베르크로 이적하였다. 2009년에는 바이어 레버쿠젠으로 임대를 떠나기도 하였다. 2010년, 리그 1의 AC 아를 아비뇽으로 이적하였으나 계약이 끝나기 전까지 한 골도 넣지 못하였다. 2011년 1월 30일 그는 독일의 FC 샬케 04로 이적하였다